# Walid Akl
Walid El Akl, né le 13 juillet 1945 à Bikfaya (Liban) et mort le 25 septembre 1997 à Port-Marly, est un pianiste classique d'origine libanaise, établi en France.

## Biographie
Walid Akl s'installe à Paris en 1962 et fréquente l'académie Marguerite Long. Il est l'élève d'Yvonne Lefébure au Conservatoire national supérieur de musique de Paris. Il travaille également avec Germaine Mounier et Jacques Février.
Sa carrière de concertiste le mène dans les principaux pays occidentaux.
Il est le frère du peintre Nada Ackel et de l'architecte-urbaniste Ziad Akl.

## Discographie
- Beethoven-Liszt, Symphonie no 3 (1984, LP Société Civile d'Édition Phonographique) (OCLC 658936876)
- Borodine, Œuvres pour piano
- Haydn, Œuvres pour piano (14CD Bourg Records BGC 30-43) (OCLC 16713950)
- Liszt, Sonate en si mineur, Funérailles, Pensée des morts (1984, LP Société Civile d'Edition Phonographique) (OCLC 659155832)
- Scriabine, Sonates nos 1 et 9, cinq études (1970/1984, LP Société Civile d'Edition Phonographique/Adda) (OCLC 659123212), (BNF 38108995)
- Prokofiev, Sonates nos 6 et 7 (1989, Thésis) (OCLC 936916917)
- Prokofiev, Sonates nos 8 et 9 (avril 1988/mai 1989, Thésis) (OCLC 38927107)
- Rachmaninoff, Récital : Études-tableaux, Moments musicaux, Préludes (1990, Pavane Records) (OCLC 32601391)
- Cinq grandes chaconnes : Haendel, Bach-Raff, Bach-Brahms, Bach-Busoni (1991, Pavane Records ADW 7255) (OCLC 30406350)
- Nietzsche, onze pièces pour piano (1995, Pavane Records) (OCLC 258074499)